# 2002年MTV歐洲音樂大獎
2002年MTV歐洲音樂大獎於西班牙巴塞隆納舉行，主持人為吹牛老爹。

## 表演者
- 克莉絲汀 feat. 紅人（Redman） —《Dirrty》
- 邦喬飛 —《Everyday》
- 酷玩樂團 —《In My Place》
- 阿姆 —《Cleaning Out My Closet》/《Lose Yourself》
- 幽浮一族 —《All My Life》
- 惠妮·休斯頓 —《Whatchulookinat》
- 安立奎 —《Love to See You Cry》
- 魔比 —《In My Heart》
- 紅粉佳人 —《Get the Party Started》/《Don't Let Me Get Me》/《Just Like a Pill》
- 洛伊薩普 —《Remind Me》
- 羅比·威廉斯 —《Feel》
- 懷克里夫·金 —《Pussycat》

## 國際獎項

### 最佳歌曲
- 安立奎 —《Hero》
- 尼力 —《Hot In Herre》
- 五分錢合唱團 —《How You Remind Me》
- 紅粉佳人 —《Get the Party Started》
- 夏奇拉 —《Whenever, Wherever》

### 最佳音樂錄影帶
- 地下室混音小子（Basement Jaxx）—《Where's Your Head At?》
- 阿姆 —《Without Me》
- 原始吶喊 —《Miss Lucifer》
- 洛伊薩普 —《Remind Me》
- 白線條樂團 —《Fell In Love With A Girl》

### 最佳專輯
- 阿姆 —《阿姆秀》（The Eminem Show）
- 酷玩樂團 —《玩過頭》（A Rush Of Blood To The Head）
- 凱莉·米洛 —《超熱》（Fever）
- 不要懷疑 —《搖滾萬萬歲》（Rock Steady）
- 紅粉佳人 —《Missundaztood》

### 最佳女歌手
- 珍妮佛·羅培茲
- 凱莉·米洛
- 紅粉佳人
- 夏奇拉
- 小甜甜布蘭妮

### 最佳男歌手
- 阿姆
- 安立奎
- 藍尼·克羅維茲
- 尼力
- 羅比·威廉斯

### 最佳團體
- 酷玩樂團
- 聯合公園
- 不要懷疑
- 嗆辣紅椒
- U2

### 最佳新人
- 呼叫樂團
- 艾薇兒
- 洛伊薩普
- 夏奇拉
- 鼓擊樂團

### 最佳流行藝人
- 安娜賈西亞
- 安立奎
- 凱莉·米洛
- 紅粉佳人
- 夏奇拉

### 最佳舞曲藝人
- 蘇菲·艾利斯-貝斯特
- DB Boulevard（英语：DB Boulevard）
- 凱莉·米洛
- 魔比
- 洛伊薩普

### 最佳搖滾藝人
- 邦喬飛
- 酷玩樂團
- 五分錢合唱團
- 嗆辣紅椒
- U2

### 最佳硬搖滾藝人
- 崆樂團
- 聯合公園
- 花錢找死
- 爛泥巴（Puddle of Mudd）
- 墮落體制

### 最佳節奏藍調藝人
- 亞香緹（Ashanti）
- 瑪麗·布萊姬
- 艾莉西亞·凱斯
- 碧昂絲
- 珍妮佛·羅培茲

### 最佳嘻哈藝人
- 阿姆
- 尼力
- 吹牛老爹
- 巴斯達韻
- 傑魯（Ja Rule）

### 最佳現場藝人
- 流行尖端
- 崆樂團
- 藍尼·克羅維茲
- 嗆辣紅椒
- U2

### 網站獎
- 黑色叛逆摩托車俱樂部 (（页面存档备份，存于）)
- 大衛·鮑伊 (（页面存档备份，存于）)
- 聯合公園 (（页面存档备份，存于）)
- 魔比 (（页面存档备份，存于）)
- U2 (（页面存档备份，存于）)

## 地區獎項

### 最佳英國及愛爾蘭藝人
- 原子少女貓
- 酷玩樂團
- 炸藥小姐（Ms. Dynamite）
- 甜心寶貝（Sugababes）
- 地底世界樂團（Underworld）

### 最佳德國藝人
- 死褲子樂團
- 赫伯特·格林邁爾（英语：Herbert Groenemeyer）
- 沙維爾・奈杜（英语：Xavier Naidoo）
- No Angels（英语：No Angels）
- Sportfreunde Stiller

### 最佳北歐藝人
- The Crash（英语：The Crash）
- 蜂窩樂團（The Hives）
- 肯特樂團
- 洛伊薩普
- 賽比亞樂團（Saybia）

### 最佳義大利藝人
- 三十一章經（Articolo 31）
- 提傑安若·費洛
- 放星球（Planet Funk）
- Francesco Renga（英语：Francesco Renga）
- Subsonica（英语：Subsonica）

### 最佳荷蘭藝人
- Brainpower（英语：Brainpower）
- Di-Rect（英语：Di-Rect）
- 肯恩樂團（Kane）
- 希達（Sita）
- 提雅斯多

### 最佳法國藝人
- 大衛·庫塔
- 印度支那樂團（Indochine）
- MC Solaar（英语：MC Solaar）
- Pleymo（英语：Pleymo）
- Saian Supa Crew（英语：Saian Supa Crew）

### 最佳波蘭藝人
- Blue Cafe
- Futro
- Myslovitz（英语：Myslovitz）
- T.Love（英语：T.Love）
- Wilki（英语：Wilki）

### 最佳西班牙藝人
- Amaral
- 安立奎・班伯里（英语：Enrique Bunbury）
- 愛樂成癡（El Canto del Loco）
- 安立奎
- Sôber（英语：Sôber）

### 最佳俄羅斯藝人
- Ariana
- Diskoteka Avariya（英语：Diskoteka Avariya）
- Epidemia（英语：Epidemia）
- Kasta（英语：Kasta）
- t.A.T.u.

### 最佳羅馬尼亞藝人
- Animal X（英语：Animal X (band)）
- BUG Mafia（英语：BUG Mafia）
- Class
- Partizan
- Zdob si Zdub（英语：Zdob si Zdub）

## 解放心靈大獎
- Fare（Footballers Against Racism in Europe，歐洲足球反對種族主義）